# Brownstown (Illinois)
Brownstown es una villa ubicada en el condado de Fayette en el estado estadounidense de Illinois. En el Censo de 2010 tenía una población de 759 habitantes y una densidad poblacional de 378,62 personas por km².

## Geografía
Brownstown se encuentra ubicada en las coordenadas 38°59′40″N 88°57′19″O / 38.99444, -88.95528. Según la Oficina del Censo de los Estados Unidos, Brownstown tiene una superficie total de 2 km², de la cual 2 km² corresponden a tierra firme y (0%) 0 km² es agua.

## Demografía
Según el censo de 2010, había 759 personas residiendo en Brownstown. La densidad de población era de 378,62 hab./km². De los 759 habitantes, Brownstown estaba compuesto por el 98.55% blancos, el 0% eran afroamericanos, el 0.26% eran amerindios, el 0% eran asiáticos, el 0% eran isleños del Pacífico, el 0.4% eran de otras razas y el 0.79% pertenecían a dos o más razas. Del total de la población el 1.19% eran hispanos o latinos de cualquier raza.